# Copa de la Liga de Inglaterra 1995-96
La Copa de la Liga de Inglaterra 1995-96 (Coca-Cola Cup por motivos de patrocinio) fue la edición número 36 de la copa inglesa, en la que participaron 92 equipos. 
El campeón fue el Aston Villa, que venció al Leeds United por un marcador de 3 a 0, consiguiendo así su quinto título.

## Primera ronda

### Primera fase
| Local                | Resultado | Visitante              | Fecha      |
| -------------------- | --------- | ---------------------- | ---------- |
| Barnet               | 0–0       | Charlton Athletic      | 15-08-1995 |
| Birmingham City      | 1–0       | Plymouth Argyle        | 15-08-1995 |
| Bradford City        | 2–1       | Blackpool              | 15-08-1995 |
| Cambridge United     | 2–1       | Swindon Town           | 15-08-1995 |
| Chester City         | 4–1       | Wigan Athletic         | 15-08-1995 |
| Chesterfield         | 0–1       | Bury                   | 15-08-1995 |
| Colchester United    | 2–1       | Bristol City           | 15-08-1995 |
| Crewe Alexandra      | 4–0       | Darlington             | 23-08-1995 |
| Doncaster Rovers     | 1–1       | Shrewsbury Town        | 14-08-1995 |
| Fulham               | 3–0       | Brighton & Hove Albion | 15-08-1995 |
| Gillingham           | 1–1       | Bristol Rovers         | 15-08-1995 |
| Hereford United      | 0–2       | Oxford United          | 15-08-1995 |
| Huddersfield Town    | 1–2       | Port Vale              | 15-08-1995 |
| Hull City            | 1–2       | Carlisle United        | 15-08-1995 |
| Luton Town           | 1–1       | Bournemouth            | 15-08-1995 |
| Mansfield Town       | 0–1       | Burnley                | 15-08-1995 |
| Notts County         | 2–0       | Lincoln City           | 15-08-1995 |
| Portsmouth           | 0–2       | Cardiff City           | 16-08-1995 |
| Preston North End    | 1–1       | Sunderland             | 15-08-1995 |
| Rochdale             | 2–1       | York City              | 15-08-1995 |
| Scarborough          | 1–0       | Hartlepool United      | 15-08-1995 |
| Scunthorpe United    | 4–1       | Rotherham United       | 15-08-1995 |
| Stockport County     | 1–0       | Wrexham                | 15-08-1995 |
| Swansea City         | 4–1       | Peterborough United    | 15-08-1995 |
| Torquay United       | 0–0       | Exeter City            | 15-08-1995 |
| Walsall              | 2–2       | Brentford              | 15-08-1995 |
| West Bromwich Albion | 1–1       | Northampton Town       | 15-08-1995 |
| Wycombe Wanderers    | 3–0       | Leyton Orient          | 15-08-1995 |

### Segunda fase
| Local                  | Resultado | Visitante            | Fecha      | Global |
| ---------------------- | --------- | -------------------- | ---------- | ------ |
| Blackpool              | 2–3       | Bradford City        | 22-08-1995 | 3–5    |
| Bournemouth            | 2–1       | Luton Town           | 22-08-1995 | 3–2    |
| Brentford              | 3–2       | Walsall              | 22-08-1995 | 5–4    |
| Brighton & Hove Albion | 0–2       | Fulham               | 22-08-1995 | 0–5    |
| Bristol City           | 2–1       | Colchester United    | 22-08-1995 | 3–3    |
| Bristol Rovers         | 4–2       | Gillingham           | 23-08-1995 | 5–3    |
| Burnley                | 3–1       | Mansfield Town       | 22-08-1995 | 4–1    |
| Bury                   | 2–1       | Chesterfield         | 05-09-1995 | 3–1    |
| Cardiff City           | 1–0       | Portsmouth           | 22-08-1995 | 3–0    |
| Carlisle United        | 2–4       | Hull City            | 22-08-1995 | 4–5    |
| Charlton Athletic      | 2–0       | Barnet               | 22-08-1995 | 2–0    |
| Darlington             | 1–1       | Crewe Alexandra      | 05-09-1995 | 1–5    |
| Exeter City            | 1–1       | Torquay United       | 23-08-1995 | 1–1    |
| Hartlepool United      | 1–0       | Scarborough          | 22-08-1995 | 1–1    |
| Leyton Orient          | 2–0       | Wycombe Wanderers    | 22-08-1995 | 2–3    |
| Lincoln City           | 0–2       | Notts County         | 22-08-1995 | 0–4    |
| Northampton Town       | 2–4       | West Bromwich Albion | 22-08-1995 | 3–5    |
| Oxford United          | 3–2       | Hereford United      | 22-08-1995 | 5–2    |
| Peterborough United    | 3–0       | Swansea City         | 22-08-1995 | 4–4    |
| Plymouth Argyle        | 1–2       | Birmingham City      | 22-08-1995 | 1–3    |
| Port Vale              | 1–3       | Huddersfield Town    | 22-08-1995 | 3–4    |
| Rotherham United       | 5–0       | Scunthorpe United    | 22-08-1995 | 6–4    |
| Shrewsbury Town        | 0–0       | Doncaster Rovers     | 22-08-1995 | 1–1    |
| Sunderland             | 3–2       | Preston North End    | 23-08-1995 | 4–3    |
| Swindon Town           | 2–0       | Cambridge United     | 23-08-1995 | 3–2    |
| Wigan Athletic         | 1–3       | Chester City         | 22-08-1995 | 2–7    |
| Wrexham                | 2–2       | Stockport County     | 05-09-1995 | 2–3    |
| York City              | 5–1       | Rochdale             | 22-08-1995 | 6–3    |

## Segunda ronda

### Primera fase
| Local                   | Resultado | Visitante            | Fecha      |
| ----------------------- | --------- | -------------------- | ---------- |
| Aston Villa             | 6–0       | Peterborough United  | 20-09-1995 |
| Birmingham City         | 3–1       | Grimsby Town         | 20-09-1995 |
| Bolton Wanderers        | 1–0       | Brentford            | 19-09-1995 |
| Bradford City           | 3–2       | Nottingham Forest    | 19-09-1995 |
| Bristol City            | 0–5       | Newcastle United     | 19-09-1995 |
| Bristol Rovers          | 0–1       | West Ham United      | 20-09-1995 |
| Cardiff City            | 0–3       | Southampton          | 19-09-1995 |
| Coventry City           | 2–0       | Hull City            | 20-09-1995 |
| Crewe Alexandra         | 2–2       | Sheffield Wednesday  | 19-09-1995 |
| Hartlepool United       | 0–3       | Arsenal              | 19-09-1995 |
| Huddersfield Town       | 2–0       | Barnsley             | 19-09-1995 |
| Leeds United            | 0–0       | Notts County         | 19-09-1995 |
| Leicester City          | 2–0       | Burnley              | 20-09-1995 |
| Liverpool               | 2–0       | Sunderland           | 20-09-1995 |
| Manchester United       | 0–3       | York City            | 20-09-1995 |
| Middlesbrough           | 2–1       | Rotherham United     | 20-09-1995 |
| Millwall                | 0–0       | Everton              | 20-09-1995 |
| Norwich City            | 6–1       | Torquay United       | 20-09-1995 |
| Oxford United           | 1–1       | Queens Park Rangers  | 19-09-1995 |
| Reading                 | 1–1       | West Bromwich Albion | 20-09-1995 |
| Sheffield United        | 2–1       | Bury                 | 20-09-1995 |
| Shrewsbury Town         | 1–3       | Derby County         | 19-09-1995 |
| Southend United         | 2–2       | Crystal Palace       | 19-09-1995 |
| Stockport County        | 1–1       | Ipswich Town         | 19-09-1995 |
| Stoke City              | 0–0       | Chelsea              | 20-09-1995 |
| Swindon Town            | 2–3       | Blackburn Rovers     | 20-09-1995 |
| Tottenham Hotspur       | 4–0       | Chester City         | 20-09-1995 |
| Tranmere Rovers         | 1–0       | Oldham Athletic      | 19-09-1995 |
| Watford                 | 1–1       | Bournemouth          | 19-09-1995 |
| Wimbledon               | 4–5       | Charlton Athletic    | 19-09-1995 |
| Wolverhampton Wanderers | 2–0       | Fulham               | 20-09-1995 |
| Wycombe Wanderers       | 0–0       | Manchester City      | 19-09-1995 |

### Segunda fase
| Local                | Resultado | Visitante               | Fecha      | Global |
| -------------------- | --------- | ----------------------- | ---------- | ------ |
| Arsenal              | 5–0       | Hartlepool United       | 03-10-1995 | 8–0    |
| Barnsley             | 4–0       | Huddersfield Town       | 03-10-1995 | 4–2    |
| Blackburn Rovers     | 2–0       | Swindon Town            | 04-10-1995 | 5–2    |
| Bournemouth          | 1–1       | Watford                 | 03-10-1995 | 2–2    |
| Brentford            | 2–3       | Bolton Wanderers        | 03-10-1995 | 2–4    |
| Burnley              | 0–2       | Leicester City          | 03-10-1995 | 0–4    |
| Bury                 | 4–2       | Sheffield United        | 03-10-1995 | 5–4    |
| Charlton Athletic    | 3–3       | Wimbledon               | 03-10-1995 | 8–7    |
| Chelsea              | 0–1       | Stoke City              | 04-10-1995 | 0–1    |
| Chester City         | 1–3       | Tottenham Hotspur       | 04-10-1995 | 1–7    |
| Crystal Palace       | 2–0       | Southend United         | 03-10-1995 | 4–2    |
| Derby County         | 1–1       | Shrewsbury Town         | 04-10-1995 | 4–2    |
| Everton              | 2–4       | Millwall                | 04-10-1995 | 2–4    |
| Fulham               | 1–5       | Wolverhampton Wanderers | 03-10-1995 | 1–7    |
| Grimsby Town         | 1–1       | Birmingham City         | 03-10-1995 | 2–4    |
| Hull City            | 0–1       | Coventry City           | 04-10-1995 | 0–3    |
| Ipswich Town         | 1–2       | Stockport County        | 03-10-1995 | 2–3    |
| Manchester City      | 4–0       | Wycombe Wanderers       | 04-10-1995 | 4–0    |
| Newcastle United     | 3–1       | Bristol City            | 04-10-1995 | 8–1    |
| Nottingham Forest    | 2–2       | Bradford City           | 04-10-1995 | 4–5    |
| Notts County         | 2–3       | Leeds United            | 03-10-1995 | 2–3    |
| Oldham Athletic      | 1–3       | Tranmere Rovers         | 04-10-1995 | 1–4    |
| Peterborough United  | 1–1       | Aston Villa             | 03-10-1995 | 1–7    |
| Queens Park Rangers  | 2–1       | Oxford United           | 03-10-1995 | 3–2    |
| Rotherham United     | 0–1       | Middlesbrough           | 03-10-1995 | 1–3    |
| Sheffield Wednesday  | 5–2       | Crewe Alexandra         | 04-10-1995 | 7–4    |
| Southampton          | 2–1       | Cardiff City            | 04-10-1995 | 5–1    |
| Sunderland           | 0–1       | Liverpool               | 04-10-1995 | 0–3    |
| Torquay United       | 2–3       | Norwich City            | 04-10-1995 | 3–9    |
| West Bromwich Albion | 2–4       | Reading                 | 03-10-1995 | 3–5    |
| West Ham United      | 3–0       | Bristol Rovers          | 04-10-1995 | 4–0    |
| York City            | 1–3       | Manchester United       | 03-10-1995 | 4–3    |

## Tercera ronda

### Partidos
| Local                   | Resultado | Visitante           | Fecha      |
| ----------------------- | --------- | ------------------- | ---------- |
| Aston Villa             | 2–0       | Stockport County    | 25-10-1995 |
| Barnsley                | 0–3       | Arsenal             | 24-10-1995 |
| Birmingham City         | 1–1       | Tranmere Rovers     | 24-10-1995 |
| Bolton Wanderers        | 0–0       | Leicester City      | 24-10-1995 |
| Crystal Palace          | 2–2       | Middlesbrough       | 25-10-1995 |
| Coventry City           | 3–2       | Tottenham Hotspur   | 25-10-1995 |
| Derby County            | 0–1       | Leeds United        | 25-10-1995 |
| Liverpool               | 4–0       | Manchester City     | 25-10-1995 |
| Millwall                | 0–2       | Sheffield Wednesday | 25-10-1995 |
| Norwich City            | 0–0       | Bradford City       | 25-10-1995 |
| Queens Park Rangers     | 3–1       | York City           | 25-10-1995 |
| Reading                 | 2–1       | Bury                | 08-11-1995 |
| Southampton             | 2–1       | West Ham United     | 25-10-1995 |
| Stoke City              | 0–4       | Newcastle United    | 25-10-1995 |
| Watford                 | 1–2       | Blackburn Rovers    | 24-10-1995 |
| Wolverhampton Wanderers | 0–0       | Charlton Athletic   | 25-10-1995 |

### Repeticiones
| Local             | Resultado | Visitante               | Fecha      |
| ----------------- | --------- | ----------------------- | ---------- |
| Tranmere Rovers   | 1–3       | Birmingham City         | 08-11-1995 |
| Leicester City    | 2–3       | Bolton Wanderers        | 08-11-1995 |
| Middlesbrough     | 2–0       | Crystal Palace          | 08-11-1995 |
| Bradford City     | 3–5       | Norwich City            | 08-11-1995 |
| Charlton Athletic | 1–2       | Wolverhampton Wanderers | 08-11-1995 |

## Fase final
|  | Octavos de final 28-29 de noviembre y 20 de diciembre de 1995 | Octavos de final 28-29 de noviembre y 20 de diciembre de 1995 |       |                  | Cuartos de final 10-24 de enero de 1996 | Cuartos de final 10-24 de enero de 1996 |  |                 | Semifinales 11-14 de febrero de 1996 (ida) 21-25 de febrero de 1996 (vuelta) | Semifinales 11-14 de febrero de 1996 (ida) 21-25 de febrero de 1996 (vuelta) | Semifinales 11-14 de febrero de 1996 (ida) 21-25 de febrero de 1996 (vuelta) | Semifinales 11-14 de febrero de 1996 (ida) 21-25 de febrero de 1996 (vuelta) |  |             | Final 24 de marzo de 1996 Londres (Wembley Stadium) | Final 24 de marzo de 1996 Londres (Wembley Stadium) |
|  |                                                               |                                                               |       |                  |                                         |                                         |  |                 |                                                                              |                                                                              |                                                                              |                                                                              |  |             |                                                     |                                                     |
|  | Aston Villa                                                   | 1                                                             |       |                  |                                         |                                         |  |                 |                                                                              |                                                                              |                                                                              |                                                                              |  |             |                                                     |                                                     |
|  | Queens Park Rangers                                           | 0                                                             |       |                  |                                         |                                         |  |                 |                                                                              |                                                                              |                                                                              |                                                                              |  |             |                                                     |                                                     |
|  | Queens Park Rangers                                           | 0                                                             |       | Aston Villa      | 1                                       |                                         |  |                 |                                                                              |                                                                              |                                                                              |                                                                              |  |             |                                                     |                                                     |
|  |                                                               |                                                               |       | Aston Villa      | 1                                       |                                         |  |                 |                                                                              |                                                                              |                                                                              |                                                                              |  |             |                                                     |                                                     |
|  |                                                               | Wolverhampton                                                 | 0     |                  |                                         |                                         |  |                 |                                                                              |                                                                              |                                                                              |                                                                              |  |             |                                                     |                                                     |
|  | Coventry City                                                 | Wolverhampton                                                 | 0     | 1                |                                         |                                         |  |                 |                                                                              |                                                                              |                                                                              |                                                                              |  |             |                                                     |                                                     |
|  | Coventry City                                                 |                                                               |       | 1                |                                         |                                         |  |                 |                                                                              |                                                                              |                                                                              |                                                                              |  |             |                                                     |                                                     |
|  | Wolverhampton                                                 | 2                                                             |       |                  |                                         |                                         |  |                 |                                                                              |                                                                              |                                                                              |                                                                              |  |             |                                                     |                                                     |
|  | Wolverhampton                                                 | 2                                                             |       |                  |                                         |                                         |  | Aston Villa     | 2                                                                            | 0                                                                            | 2                                                                            |                                                                              |  |             |                                                     |                                                     |
|  |                                                               |                                                               |       |                  |                                         |                                         |  | Aston Villa     | 2                                                                            | 0                                                                            | 2                                                                            |                                                                              |  |             |                                                     |                                                     |
|  |                                                               | Arsenal                                                       | 2     | 0                | 2                                       |                                         |  |                 |                                                                              |                                                                              |                                                                              |                                                                              |  |             |                                                     |                                                     |
|  | Newcastle United                                              | Arsenal                                                       | 2     | 0                | 2                                       | 1                                       |  |                 |                                                                              |                                                                              |                                                                              |                                                                              |  |             |                                                     |                                                     |
|  | Newcastle United                                              |                                                               |       |                  |                                         | 1                                       |  |                 |                                                                              |                                                                              |                                                                              |                                                                              |  |             |                                                     |                                                     |
|  | Liverpool                                                     | 0                                                             |       |                  |                                         |                                         |  |                 |                                                                              |                                                                              |                                                                              |                                                                              |  |             |                                                     |                                                     |
|  | Liverpool                                                     | 0                                                             |       | Newcastle United | 0                                       |                                         |  |                 |                                                                              |                                                                              |                                                                              |                                                                              |  |             |                                                     |                                                     |
|  |                                                               |                                                               |       | Newcastle United | 0                                       |                                         |  |                 |                                                                              |                                                                              |                                                                              |                                                                              |  |             |                                                     |                                                     |
|  |                                                               | Arsenal                                                       | 2     |                  |                                         |                                         |  |                 |                                                                              |                                                                              |                                                                              |                                                                              |  |             |                                                     |                                                     |
|  | Sheffield Wednesday                                           | Arsenal                                                       | 2     | 1                |                                         |                                         |  |                 |                                                                              |                                                                              |                                                                              |                                                                              |  |             |                                                     |                                                     |
|  | Sheffield Wednesday                                           |                                                               |       | 1                |                                         |                                         |  |                 |                                                                              |                                                                              |                                                                              |                                                                              |  |             |                                                     |                                                     |
|  | Arsenal                                                       | 2                                                             |       |                  |                                         |                                         |  |                 |                                                                              |                                                                              |                                                                              |                                                                              |  |             |                                                     |                                                     |
|  | Arsenal                                                       | 2                                                             |       |                  |                                         |                                         |  |                 |                                                                              |                                                                              |                                                                              |                                                                              |  | Aston Villa | 3                                                   |                                                     |
|  |                                                               |                                                               |       |                  |                                         |                                         |  |                 |                                                                              |                                                                              |                                                                              |                                                                              |  | Aston Villa | 3                                                   |                                                     |
|  |                                                               | Leeds United                                                  | 0     |                  |                                         |                                         |  |                 |                                                                              |                                                                              |                                                                              |                                                                              |  |             |                                                     |                                                     |
|  | Birmingham City                                               | Leeds United                                                  | 0     | 0 (2)            |                                         |                                         |  |                 |                                                                              |                                                                              |                                                                              |                                                                              |  |             |                                                     |                                                     |
|  | Birmingham City                                               |                                                               |       | 0 (2)            |                                         |                                         |  |                 |                                                                              |                                                                              |                                                                              |                                                                              |  |             |                                                     |                                                     |
|  | Middlesbrough                                                 | 0 (0)                                                         |       |                  |                                         |                                         |  |                 |                                                                              |                                                                              |                                                                              |                                                                              |  |             |                                                     |                                                     |
|  | Middlesbrough                                                 | 0 (0)                                                         |       | Birmingham City  | 1 (2)                                   |                                         |  |                 |                                                                              |                                                                              |                                                                              |                                                                              |  |             |                                                     |                                                     |
|  |                                                               |                                                               |       | Birmingham City  | 1 (2)                                   |                                         |  |                 |                                                                              |                                                                              |                                                                              |                                                                              |  |             |                                                     |                                                     |
|  |                                                               | Norwich City                                                  | 1 (1) |                  |                                         |                                         |  |                 |                                                                              |                                                                              |                                                                              |                                                                              |  |             |                                                     |                                                     |
|  | Bolton Wanderers                                              | Norwich City                                                  | 1 (1) | 0 (0)            |                                         |                                         |  |                 |                                                                              |                                                                              |                                                                              |                                                                              |  |             |                                                     |                                                     |
|  | Bolton Wanderers                                              |                                                               |       | 0 (0)            |                                         |                                         |  |                 |                                                                              |                                                                              |                                                                              |                                                                              |  |             |                                                     |                                                     |
|  | Norwich City                                                  | 0 (0)                                                         |       |                  |                                         |                                         |  |                 |                                                                              |                                                                              |                                                                              |                                                                              |  |             |                                                     |                                                     |
|  | Norwich City                                                  | 0 (0)                                                         |       |                  |                                         |                                         |  | Birmingham City | 1                                                                            | 0                                                                            | 1                                                                            |                                                                              |  |             |                                                     |                                                     |
|  |                                                               |                                                               |       |                  |                                         |                                         |  | Birmingham City | 1                                                                            | 0                                                                            | 1                                                                            |                                                                              |  |             |                                                     |                                                     |
|  |                                                               | Leeds United                                                  | 2     | 3                | 5                                       |                                         |  |                 |                                                                              |                                                                              |                                                                              |                                                                              |  |             |                                                     |                                                     |
|  | Reading                                                       | Leeds United                                                  | 2     | 3                | 5                                       | 2                                       |  |                 |                                                                              |                                                                              |                                                                              |                                                                              |  |             |                                                     |                                                     |
|  | Reading                                                       |                                                               |       |                  |                                         | 2                                       |  |                 |                                                                              |                                                                              |                                                                              |                                                                              |  |             |                                                     |                                                     |
|  | Southampton                                                   | 1                                                             |       |                  |                                         |                                         |  |                 |                                                                              |                                                                              |                                                                              |                                                                              |  |             |                                                     |                                                     |
|  | Southampton                                                   | 1                                                             |       | Reading          | 1                                       |                                         |  |                 |                                                                              |                                                                              |                                                                              |                                                                              |  |             |                                                     |                                                     |
|  |                                                               |                                                               |       | Reading          | 1                                       |                                         |  |                 |                                                                              |                                                                              |                                                                              |                                                                              |  |             |                                                     |                                                     |
|  |                                                               | Leeds United                                                  | 2     |                  |                                         |                                         |  |                 |                                                                              |                                                                              |                                                                              |                                                                              |  |             |                                                     |                                                     |
|  | Blackburn Rovers                                              | Leeds United                                                  | 2     | 1                |                                         |                                         |  |                 |                                                                              |                                                                              |                                                                              |                                                                              |  |             |                                                     |                                                     |
|  | Blackburn Rovers                                              |                                                               |       | 1                |                                         |                                         |  |                 |                                                                              |                                                                              |                                                                              |                                                                              |  |             |                                                     |                                                     |
|  | Leeds United                                                  | 2                                                             |       |                  |                                         |                                         |  |                 |                                                                              |                                                                              |                                                                              |                                                                              |  |             |                                                     |                                                     |

### Final
| 24 de marzo de 1996, 17:00 (CET) | Aston Villa                            | 3:0 (1:0) | Leeds United | Wembley Stadium, Londres                                |                                                         |
|                                  | Milošević 20' · Taylor 55' · Yorke 88' | Reporte   |              | Asistencia: 77.065 espectadores Árbitro(s): Robbie Hart | Asistencia: 77.065 espectadores Árbitro(s): Robbie Hart |

* Entre paréntesis está el resultado de la repetición.
|                               |
| Campeón Aston Villa 5° título |